# Деліч
Деліч або Делич (нім. Delitzsch, в.-луж. Delič) — місто в Німеччині, розташоване в землі Саксонія. Входить до складу району Північна Саксонія.
Площа — 83,57 км2. Населення становить 24 755 ос. (станом на 31 грудня 2020).